# 明日を呼ぶ港
『明日を呼ぶ港』は、1961年9月5日に ビクターより発売された橋幸夫の12枚目のシングルである（VS-567）。同名の映画が制作され、その主題歌となっている（後述）。

## 概要
- 作詞は佐伯孝夫、作曲は吉田正で、橋の両恩師による楽曲である。
- 『潮来笠』でデビューした橋は、2年目に入りシングルは3月1枚、5月3枚、7,8,9月は各1枚と矢継ぎ早にリリース、この後毎年十数枚のシングルをリリースすることになる。
- 股旅物でデビューした橋は、ここまで、大半が股旅・時代歌謡で、現代調の楽曲は4曲目となる。
- 橋は本楽曲について、「『あれが岬の灯だ』以来のマドロスもので.........そろそろ橋幸夫という素材を使って股旅物だけでなくいろいろやってみよう」ということになったとしている[2]。ちょうどその時期、大映ではじめて現代劇に出演することになり、いろいろチエをしぼったあげく、『あれが岬の灯だ』にヒントを得て、マドロスものになったとされている[3]。
- 前作の『すっとび仁義』が雑誌『平凡』とのタイアップ曲であったため、本楽曲は雑誌『明星』とのタイアップ曲となっており、丸木健嗣の原作は『明星』に連載されている。ジャケットにも雑誌『明星』連載と記載されている。
- c/w曲の『振り向いたあいつ』も佐伯、吉田の作品である。ラッシュアワーでのサラリーマンを唄っており、橋には珍しい楽曲で、NHKのラジオ歌謡の1曲である。
- 1961年に年間で10万枚を売り上げ、ビクターの年間ヒット賞を受賞した[4]。

## 収録曲
1. 明日を呼ぶ港
作詞：佐伯孝夫、作・編曲：吉田正
2. 振り向いたあいつ
作詞：佐伯孝夫、作・編曲：吉田正

## 収録アルバム
- 初期のLP盤のアルバムに収録されているがCDでの収録は少ない
  - LP『橋幸夫傑作集第3集』（1961年、LV-222）
  - LP『橋幸夫オールヒットメロディー第2集』（1962年、JV-5025）
  - LP『橋幸夫ゴールデンヒットアルバム第1集』（1965年、JV166-167）
  - CD『橋幸夫』（1995年10月27日）VICL-8160
  - CD『＜TWIN BEST＞』（1998年11月6日）VICL-41033～4
- CD-BOXでの収録は以下のとおり。
  - 『橋幸夫大全集』1993/9　Disc1
  - 『橋幸夫のすべて』2011/2　Disc2
  - 『橋幸夫ベスト100+カラオケ15』2015/10　Disc4

....B面「振り向いたあいつ」のCD音源は、橋のCDアルバムにはないが、『国民歌謡 ラジオ歌謡大全集 8』（Victor GES-30410）に収録されている。

## 映画
- 本作を主題歌とする「明日を呼ぶ港」（大映京都）が本郷功次郎、橋幸夫、叶順子共演で制作され、1961年11月19日に公開された。カラー1時間22分。監督は島耕二[5]。橋の初めての現代劇出演となっている。
- 橋の役は、世界の梅をかけめぐる船乗りになる夢を持つ青年（橋本幸司）。兄一郎（本郷功次郎）の勤務する海運会社に潜む陰謀を、兄弟で暴いてゆくアクションドラマ。